# Сергеев, Михаил Петрович
Михаил Петрович Сергеев (1901—1989) — участник советского ядерного проекта, лауреат Сталинской премии 1949 г.

## Биография
В 1919 г. добровольцем вступил в РККА. В 1921 г. откомандирован на учёбу, окончил рабфак при Московском химико-технологическом институте им. Д. И. Менделеева и сам МХТИ (1927) по специальности инженера-технолога по аппаратам химической промышленности.
Находился на инженерно-технической и руководящей работе в области конструирования и производства аппаратуры химического и специального машиностроения: инженер в различных организациях, заместитель начальника, затем — начальник СКБ при заводе «Компрессор».
В 1942 г. приказом наркома НКМВ направлен на завод 846 для работы по выпуску для Красной Армии специального вида вооружения по его изобретению, работал главным конструктором, затем начальником Технического отдела. Под его руководством был создан ранцевый огнемет Клюева-Сергеева РОКС-2.
С 1943 главный конструктор Экспериментального завода химического машиностроения, с января 1946 начальник конструкторского бюро созданного при НИИхиммаше «Особого сектора гидрооборудования» («Гидросектор»).
С 1950 г. начальник отдела по агрегатам 1-го типа Специального КБ № 5 (СКБ-5) НИИхиммаша, созданного в для разработки проекта реактора для Обнинской АЭС.
В 1953 г. назначен заместителем директора по производственной части специального научно-исследовательского института НИИ-8. С 1957 по 1965 г. заместитель директора по научной части.
В 1973 г. вышел на пенсию.

## Награды
- Сталинская премия 1949 года.
- орден Трудового Красного Знамени,
- орден «Знак Почёта»,
- медали.